# Boutenac
Boutenac település Franciaországban, Aude megyében. Lakosainak száma 739 fő (2022. január 1.). Boutenac Bizanet, Ferrals-les-Corbières, Lézignan-Corbières, Luc-sur-Orbieu, Montséret, Ornaisons, Saint-André-de-Roquelongue és Thézan-des-Corbières községekkel határos.

## Népesség
A település népessége az elmúlt években az alábbi módon változott:
| Lakosok száma | 622  | 524  | 609  | 680  | 704  | 708  | 721  | 724  | 722  | 739  |
|               | 1968 | 1982 | 1999 | 2006 | 2011 | 2015 | 2017 | 2018 | 2020 | 2022 |